# Kushchevsky (huyện)
Huyện Kushchevsky (tiếng Nga: ? райо́н) là một huyện hành chính tự quản (raion), của Vùng Krasnodar, Nga. Huyện có diện tích 2393 km², dân số thời điểm ngày 1 tháng 1 năm 2000 là 71100 người. Trung tâm của huyện đóng ở Stanitsa Kushchevskaya.